# The X Factor (Dánia)
A X Factor a The X Factor című brit tehetségkutató műsor dán változata. A műsort Simon Cowell hozta létre.

## Összegzés
1. évadtól – 15. évadig
     Versenyző (mentor) "15-24 év közöttiek" vagy "15-23 év közöttiek" vagy "15-22 év közöttiek" kategóriából
     Versenyző (mentor) "23 év felettiek" vagy "24 év felettiek" vagy "25 év felettiek" kategóriából
     Versenyző (mentor) "Zenekarok” kategóriából
15. évadtól –
     Thomas Blachman csapata
     Kwamie Liv csapata
     Martin Jensen csapata
     Simon Kvamm csapata
| Évadok             | Kezdet             | Finálé            | Győztes                 | 2. helyezett               | 3. helyezett               | Győztes mentora    | Műsorvezető(k) | Mentorok                                     |
| ------------------ | ------------------ | ----------------- | ----------------------- | -------------------------- | -------------------------- | ------------------ | -------------- | -------------------------------------------- |
| Első évad          | 2008. január 4.    | 2008. március 28. | Martin Hoberg Hedegaard | Laura Arensbak Kjærgaard   | Heidi Svelmøe Herløw       | Remee              | Lise Rønne     | Thomas BlachmanLina RafnRemee Jackson        |
| Második évad       | 2009. január 2.    | 2009. március 27. | Linda Andrews           | Alien Beat Club            | Mohamed Ali                | Lina Rafn          | Lise Rønne     | Thomas BlachmanLina RafnRemee Jackson        |
| Harmadik évad      | 2010. január 1.    | 2010. március 27. | Thomas Ring Petersen    | Tine Midtgaard Madsen      | Jesper Boesgaard Nohrstedt | Pernille Rosendahl | Signe Muusmann | SoulshockPernille RosendahlRemee Jackson     |
| Negyedik évad      | 2011. január 1.    | 2011. március 25. | Sarah Skaalum Jørgensen | Annelouise Sørensen        | Babou                      | Cutfather          | Lise Rønne     | Thomas BlachmanPernille RosendahlCutfather   |
| Ötödik évad        | 2012. január 1.    | 2012. március 23. | Ida Østergaard Madsen   | Line Dissing Karred Larsen | Sveinur                    | Pernille Rosendahl | Lise Rønne     | Thomas BlachmanPernille RosendahlCutfather   |
| Hatodik évad       | 2012. december 28. | 2013. március 22. | Chresten Flack Damborg  | Karoline                   | Wasteland                  | Ida Corr           | Signe Molde    | Thomas BlachmanIda CorrAnne Linnet           |
| Hetedik évad       | 2014. január 3.    | 2014. március 28. | Anthony Jasmin          | Lucy Mardou                | Henriette Haubjerg         | Thomas Blachman    | Eva Harlou     | Thomas BlachmanLina RafnRemee Jackson        |
| Nyolcadik évad     | 2015. január 2.    | 2015. március 27. | Emilie Esther           | Jógvan                     | Ivarsson, Bang og Neumann  | Remee              | Eva Harlou     | Thomas BlachmanLina RafnRemee Jackson        |
| Kilencedik évad    | 2016. január 8.    | 2016. április 1.  | Embrace                 | Reem Hamze                 | Alex Benson                | Remee              | Sofie Linde    | Thomas BlachmanMette LindbergRemee Jackson   |
| Tizedik évad       | 2016. december 30. | 2017. március 31. | Morten Nørgaard         | Chili Pedersen             | Mia Sørensen               | Remee              | Sofie Linde    | Thomas BlachmanMette LindbergRemee Jackson   |
| Tizenegyedik évad  | 2018. január 1.    | 2018. április 6.  | Place on Earth          | Jamie Talbot               | Rasmus Therkildsen         | Thomas Blachman    | Sofie Linde    | Thomas BlachmanSanne SalomonsenRemee Jackson |
| Tizenkettedik évad | 2019. január 4.    | 2019. április 12. | Kristian Kjærlund       | Benjamin Rosenbohm         | Live Vogel                 | Thomas Blachman    | Sofie Linde    | Thomas BlachmanOh LandAnkerstjerne           |
| Tizenharmadik évad | 2020. január 1.    | 2020. május 23.   | Alma Agger              | Mathilde Caffey            | Emil Wismann               | Thomas Blachman    | Sofie Linde    | Thomas BlachmanOh LandAnkerstjerne           |
| Tizennegyedik évad | 2021. január 1.    | 2021. április 9.  | Solveig Lindelof        | Nikoline Steen Kristensen  | Simon & Marcus             | Oh Land            | Sofie Linde    | Thomas BlachmanOh LandMartin Jensen          |
| Tizenötödik évad   | 2022. január 1.    | 2022. április 8.  | Mads Moldt              | Kári Fossdalsá             | Tina Mellemgaard           | Thomas Blachman    | Sofie Linde    | Thomas BlachmanKwamie LivMartin Jensen       |
| Tizenhatodik évad  | 2023.              | 2023.             |                         |                            |                            |                    | Sofie Linde    | Thomas BlachmanKwamie LivSimon Kvamm         |

## Mentorok kategóriái és döntőseik
– Nyertes mentor/kategória. A nyertesek nagy, a kiesettek kisebb betűkkel láthatóak.
| Évad   | Thomas Blachman                                                                       | Lina Rafn                                                                                         | Remee                                                                                 |
| ------ | ------------------------------------------------------------------------------------- | ------------------------------------------------------------------------------------------------- | ------------------------------------------------------------------------------------- |
| 1      | 25 év felettiekHeidi Svelmøe HerløwLisa Maria BirkekvistFrederik Konradsen            | ZenekarokVocaLocaRaiDenSøren & Anne                                                               | 15-24 év közöttiekMartin Hoberg HedegaardLaura Arensbak KjærgaardBasim Moujahid       |
| 2      | 15-24 év közöttiekMohamed AliSidsel Lieknins VestertjeleLucas Francis Claver          | 25 év felettiekLinda AndrewsSeest ChristensenClaus Lillelund                                      | ZenekarokAlien Beat ClubAsian SensationTårnhøj                                        |
| Season | Soulshock                                                                             | Pernille Rosendahl                                                                                | Remee                                                                                 |
| 3      | ZenekarokThe Fireflies8210In-Joy                                                      | 25 év felettiekThomas Ring PetersenDaniel VengsgaardPeter Søborg                                  | 15-24 év közöttiekTine Midtgaard MadsenJesper BoesgaardAnna Nygaard                   |
| Season | Thomas Blachman                                                                       | Pernille Rosendahl                                                                                | Cutfather                                                                             |
| 4      | 25 év felettiekAnnelouise SørensenPatricia BullErcan Turan                            | ZenekarokRikke & TrineJRDeevibez                                                                  | 15-24 év közöttiekSarah Skaalum JørgensenBabouRasmus Nielsen                          |
| 5      | ZenekarokNicoline Simone & Jean MichelTandberg & ØstenbyPhuong & Rasmus               | 15-24 év közöttiekIda Østergaard MadsenLine Dissing Karred LarsenMorten Benjamin                  | 25 év felettiekSveinur Gaard OlsenMulila PhiriKatrine Klith Andersen                  |
| Évad   | Thomas Blachman                                                                       | Ida Corr                                                                                          | Anne Linnet                                                                           |
| 6      | 15-23 év közöttiekKaroline HassanAmanda PedersenZaina Jouret                          | 24 év felettiekChresten Falck DamborgStephanie Ravn CarlsenJonas Præst Nielsen                    | ZenekarokWastelandAnna & LusandaLotus                                                 |
| Évad   | Thomas Blachman                                                                       | Lina Rafn                                                                                         | Remee                                                                                 |
| 7      | ZenekarokAnthony JasminManBandlickety-split                                           | 15-22 év közöttiekHenriette HaubjergFie WintherMathias Chrøis                                     | 23 év felettiekLucy MardouPernille NordtorpSteffen Gilmartin                          |
| 8      | ZenekarokIvarsson, Bang & NeumannCityboisFinn & Rie                                   | 23 év felettiekJógvan JoensenSophia NohrNanni Klitte                                              | 15-22 év közöttiekEmilie EstherBaraa QadouraTannaz Hakami                             |
| Évad   | Thomas Blachman                                                                       | Mette Lindberg                                                                                    | Remee                                                                                 |
| 9      | 23 év felettiekAndrew MurraySarah GlerupJacob Bering                                  | 15-22 év közöttiekReem HamzeAlex BensonMads Christian                                             | ZenekarokEmbraceClifforth & HeinThe Competition                                       |
| 10     | 15-22 év közöttiek Chili Pedersen Mia Sørensen Martin Prytz                           | ZenekarokVKationLadies with AttitudeFyhnen Sisters                                                | 23 év felettiekMorten NørgaardSamanta GomezMike Beck                                  |
| Évad   | Thomas Blachman                                                                       | Sanne Salomonsen                                                                                  | Remee                                                                                 |
| 11     | ZenekarokPlace on EarthSol & ChristianAnne Mette & Tomas                              | 15-22 év közöttiekSigmund TrondheimVita JensenOliver Bendixen                                     | 23 év felettiekJamie TalbotRasmus TherkildsenAnja Nynne                               |
| Évad   | Thomas Blachman                                                                       | Oh Land                                                                                           | Ankerstjerne                                                                          |
| 12     | 23 év felettiekKristian KjærlundGina MichaellsAndrea Brøndsted                        | ZenekarokEchoMaria & BeaDr. Rolf & Kanylerne                                                      | 15-22 év közöttiekBenjamin RosenbohmLive VogelPatrick Smith                           |
| 13     | 15-22 év közöttiekAlma AggerMathilde CaffeyEmil Wismann                               | 23 év felettiekIlona ArteneKaspar "Kali" AndersenNicklas Mietke                                   | ZenekarokSmokey EyesMagnus & AkselSway                                                |
| Évad   | Thomas Blachman                                                                       | Oh Land                                                                                           | Martin Jensen                                                                         |
| 14     | ZenekarokSimon & MarcusThe KubrixNeva & Ida                                           | 15-22 év közöttiekSolveig LindelofNikoline Steen KristensenLucca Nordlund                         | 23 év felettiekDan LaursenVilson FeratiHiba Chehade                                   |
| Évad   | Thomas Blachman                                                                       | Kwamie Liv                                                                                        | Martin Jensen                                                                         |
| 15     | Mads Moldt (15-22 év közöttiek)Maria Ranum (23 év felettiek)Wela & Garcia (Zenekarok) | Tina Mellemgaard (15-22 év közöttiek)Oliver Antonio (23 év felettiek)Lorenzo & Charlo (Zenekarok) | Kári Fossdalsá (23 év felettiek)Mille Bergholtz (15-22 év közöttiek)Oscar (Zenekarok) |